# Alloeopage velata
Alloeopage velata là một loài bướm đêm trong họ Geometridae.